# Usia minuscula
Usia minuscula är en tvåvingeart som beskrevs av Efflatoun 1945. Usia minuscula ingår i släktet Usia och familjen svävflugor. Inga underarter finns listade i Catalogue of Life.